# Earl of Birkenhead

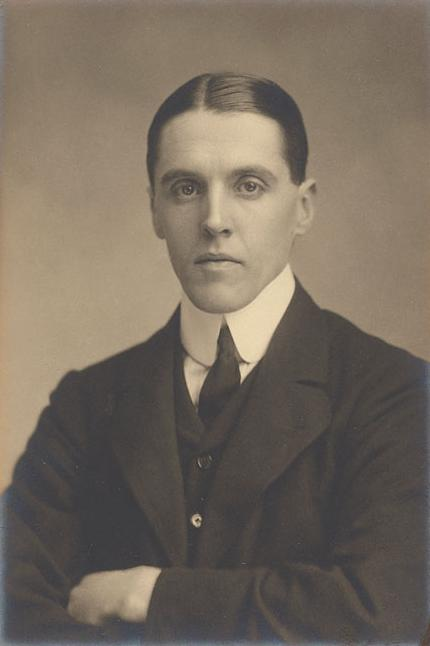
Frederick Edwin Smith, 1. Earl of Birkenhead

Earl of Birkenhead war ein erblicher britischer Adelstitel in der Peerage of the United Kingdom, benannt nach der Stadt Birkenhead. 

## Verleihung und nachgeordnete Titel
Der Titel wurde am 28. November 1922 dem bekannten Politiker und Juristen Frederick Edwin Smith, 1. Viscount Birkenhead verliehen. Dieser war unter anderem Lordkanzler in der Regierung Lloyd George gewesen.
Zusammen mit der Earlswürde wurde ihm der nachgeordnete Titel Viscount Furneaux, of Charlton in the County of Northampton, verliehen. Er war bereits am 24. Januar 1918 zum Baronet, of Birkenhead in the County of Chester, am 3. Februar 1919 zum Baron Birkenhead, of Birkenhead in the County of Chester, und am 15. Juni 1921 zum Viscount Birkenhead, of Birkenhead in the County of Chester, erhoben worden. Der älteste Sohn des jeweiligen Earls führte als Titelerbe (Heir apparent) den Höflichkeitstitel Viscount Furneaux.
Die genannten Titel erloschen beim kinderlosen Tod seines Enkels, des 3. Earl am 16. Februar 1985.

## Liste der Earls of Birkenhead (1922)
- Frederick Edwin Smith, 1. Earl of Birkenhead (1872–1930)
- Frederick Winston Furneaux Smith, 2. Earl of Birkenhead (1907–1975)
- Frederick William Robin Smith, 3. Earl of Birkenhead (1936–1985)